# ملعب لويجي فيراريس
ملعب لويجي فيراريس ملعب متعدد الاستخدامات لعدة رياضات يقع في مدينة جنوى الإيطالية. يعتبر الملعب الرئيسي لمباريات نادي جنوى ونادي سامبدوريا. تم افتتاحه في 1989 ويتسع لحضور 36,703 متفرج.